# Зубчевський Олександр Петрович
Олександр Петрович Зубчевський (* 30 червня 1979, Запоріжжя) —  український політик, народний депутат України 7 скликання від Комуністичної партії.

## Освіта
2001 р. — Запорізький державний університет, спеціальність — історія.
2002 р. — Запорізький національний технічний університет, спеціальність — менеджер-економіст.

## Трудова діяльність
1999 — 2001 рр. — фахівець з методів розширення ринку збуту ТОВ «РемХімМаш».
З 2003 р. — помічник-консультант народного депутата України.

## Політична діяльність
З 2003 р. — перший секретар Запорізького обкому Ленінського комуністичного союзу молоді України, член бюро Запорізького обкому Комуністичної партії України.
З 2005 р. — член ЦК Компартії України.
З січня 2006 р. — секретар Запорізького міського комітету Комуністичної партії України.
Обирався депутатом Запорізької міської ради.
На парламентських виборах 2012 року був обраний народним депутатом України за списком Комуністичної партії України (у списку — № 17).
Секретар Комітету Верховної Ради України з питань науки і освіти.
Член Лічильної комісії Верховної Ради України сьомого скликання.
Один із 148 депутатів Верховної Ради України, які підписали звернення до Сейму Республіки Польща з проханням визнати геноцидом поляків події національно-визвольної війни України 1942-1947 років. Цей крок перший Президент України Леонід Кравчук кваліфікував як національну зраду.
6 березня 2013 року під час засідання підкомітету Верховної Ради України з питань вищої освіти Ірина Фаріон вимагала від Олександра Зубчевського говорити українською мовою та образила його, після чого він заявив, що не підпише жодний документ підкомітету, доки вона перед ним не вибачиться, та 18 березня подав до суду. 24 вересня 2013 року Шевченківський районний суд м. Львів визнав образливими слова Ірини Фаріон на адресу Олександра Зубчевського та присудив виплатити йому компенсацію за моральну шкоду у сумі 20 тисяч гривень та 2 тисяч гривень судових витрат, які постраждалий пообіцяв передати на підтримку шкіл із російською мовою навчання.